# Christoph Bachmann
Christoph Bachmann, né le 2 juillet 1963 à Munich, est un historien, archiviste et auteur allemand. Depuis 2013, il est directeur des Archives d'État de Munich. Ses principaux thèmes en tant qu'auteur et dans le domaine des archives et de l'histoire sont l'histoire sociale et l'histoire du droit.

## Biographie

### Origine et formation
Christoph Bachmann grandit à Munich, où il fréquente le gymnasium Albert-Einstein et le Theresien-Gymnasium. C'est dans ce dernier qu'il obtient son baccalauréat en 1983. Il étudie ensuite l'histoire bavaroise, la musicologie, les études médiévales et les sciences auxiliaires de l'histoire à l'Université Louis-et-Maximilien de Munich. En 1989, il passe son examen de maîtrise à la LMU et ensuite passe sa thèse de doctorat sous la direction de Wilhelm Störmer à l'Institut d'histoire bavaroise sur le thème « Droit d'ouverture et politique des châteaux ducaux en Bavière à la fin du Moyen Âge ».

### Carrière professionnelle
Après avoir passé son examen de maîtrise, Christoph Bachmann travaille à partir de 1989 aux Archives de l'État de Bavière sur l'exposition "Jésuites en Bavière", où il s'occupe de l'acquisition des pièces d'exposition et de leur description dans le catalogue de l'exposition. De 1991 à 1993, il suit ensuite une formation de conservateur de musée au Deutsches Museum de Munich, puis un stage à la Direction générale des archives d'État de Bavière. À partir de 1996, il travaille aux Archives d'État de Munich, où il s'occupe du tri des dossiers de la justice et de la police et est chargé de l'histoire contemporaine. De plus, il est intégré au "Groupe de travail interne pour la remise de documents numériques de l'administration/AG-AdUV" et  accompagne les activités de numérisation de l'administration bavaroise des archives qui débutent à cette époque.